# Hvar
Hvar (lokal kroatisk dialekt: Hvor eller For, latin: Pharina, italienska: Lèsina) är en kroatisk ö i Adriatiska havet. Ön är belägen i landskapet Dalmatien sydöst om Split på fastlandet. Hvars yta uppgår till 297,37 km2 och dess befolkning till 10 948 invånare (2011). Öns huvudort och tillika folkrikaste stad är Hvar som har samma namn som ön. Administrativt hör Hvar till Split-Dalmatiens län.
Hvars strategiska läge och behagliga klimat har legat till grund för utvecklingen av öns turistnäring. Ön besöks årligen av tusentals turister och turistbranschen är en av de viktigaste näringarna på Hvar.

## Orter på ön
Till kommunen hör följande 4 orter. Siffrorna på antalet invånare är från folkräkningen 2011:
| Samhälle   | Antal invånare! | Beskrivning |
| ---------- | --------------- | --- |
| Hvar       | 4 239           | Öns huvudort. Livlig turiststad på den sydvästra delen av ön. Härifrån utgår passagerarfärjor och katamaraner till och från Split.                 |
| Jelsa      | 3 560           | En ort på den östra sidan av de norra låglandet.                                                                                                   |
| Stari Grad | 2 686           | Öns äldsta ort belägen i en skyddande vik vid det norra låglandet. Här ligger öns centrala färjeläge dit bilfärjor till/från Split ankommer/avgår. |
| Sućuraj    | 463             | En mindre ort längst i öster med färjeförbindelser med Drvenik på fastlandet.                                                                      |

## Historia

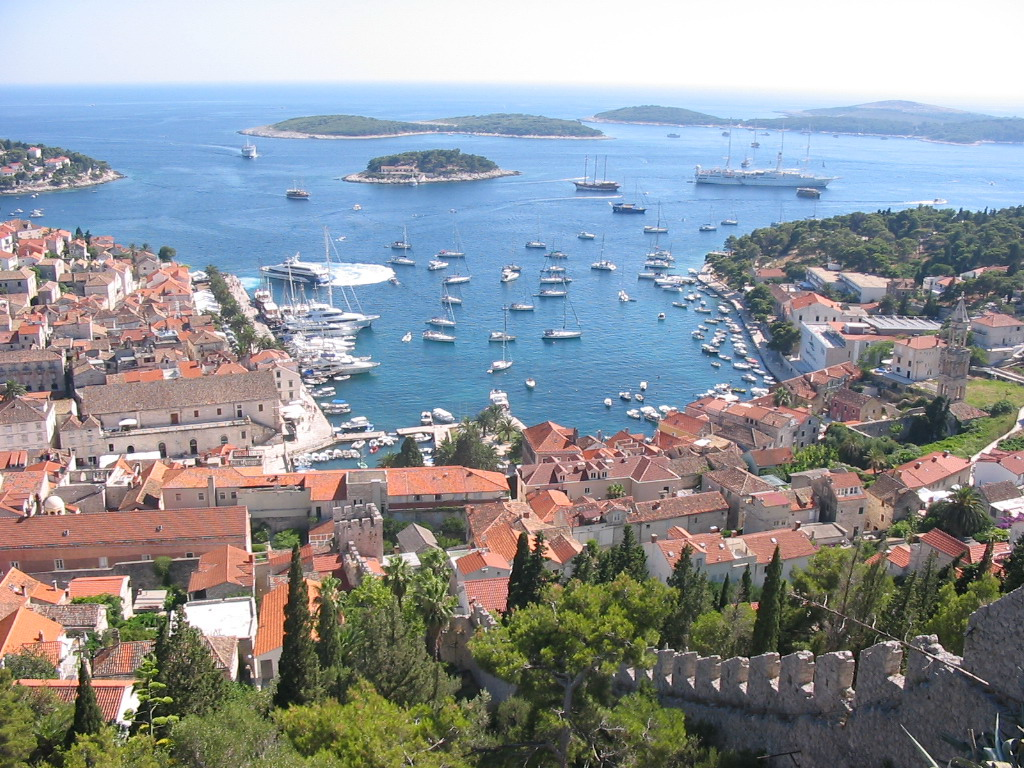
Den gamla bebyggelsen och hamnen i staden Hvar.

Hvars kända historia börjar som flera andra ställen i Dalmatien med grekisk kolonisation. Ön Hvar koloniserades av greker under 300-talet före Kristus. Vid den skyddade stora viken på öns norra lågland etablerades staden Pharos på det ställe där staden Stari Grad ligger idag. På den bergiga sydsidan, nära den västra udden etablerades samhället Dimos på det ställe där staden Hvar ligger idag.

## Klimat

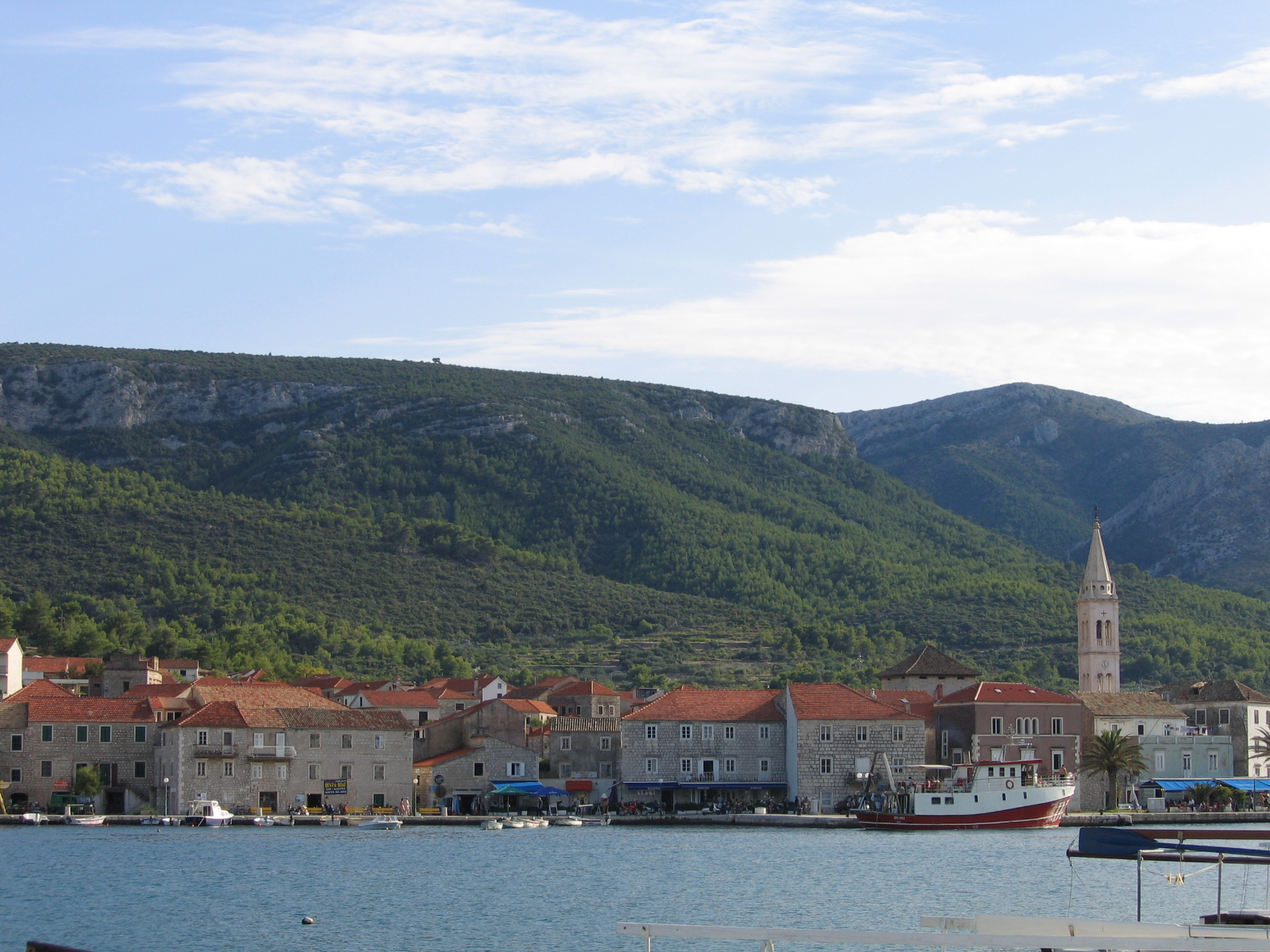
Jelsa

Hvar har typiskt medelhavsklimat som karaktäriserar av milda vintrar och varma somrar.
Normala temperaturer och nederbörd i Hvar (stad):
|                                            | Jan | Feb | Mar | Apr | Maj | Jun | Jul | Aug | Sep | Okt | Nov  | Dec  |
| ------------------------------------------ | --- | --- | --- | --- | --- | --- | --- | --- | --- | --- | ---- | ---- |
| Normaldygnets maximitemperaturs medelvärde | 11  | 12  | 14  | 17  | 22  | 26  | 28  | 28  | 24  | 21  | 16   | 13   |
| Normaldygnets minimitemperaturs medelvärde | 6   | 6   | 8   | 11  | 14  | 18  | 21  | 21  | 18  | 14  | 11   | 8    |
|                                            |     |     |     |     |     |     |     |     |     |     |      |      |
| Nederbörd                                  | 8   | 6,4 | 7,1 | 5,8 | 4,1 | 3,8 | 2   | 3,8 | 6,4 | 9,7 | 11,2 | 10,4 |

| Diagram | temperaturer i °C • månadsnederbörd i mm • Källa: Weatherbase.com | temperaturer i °C • månadsnederbörd i mm • Källa: Weatherbase.com | temperaturer i °C • månadsnederbörd i mm • Källa: Weatherbase.com | temperaturer i °C • månadsnederbörd i mm • Källa: Weatherbase.com | temperaturer i °C • månadsnederbörd i mm • Källa: Weatherbase.com | temperaturer i °C • månadsnederbörd i mm • Källa: Weatherbase.com | temperaturer i °C • månadsnederbörd i mm • Källa: Weatherbase.com | temperaturer i °C • månadsnederbörd i mm • Källa: Weatherbase.com | temperaturer i °C • månadsnederbörd i mm • Källa: Weatherbase.com | temperaturer i °C • månadsnederbörd i mm • Källa: Weatherbase.com | temperaturer i °C • månadsnederbörd i mm • Källa: Weatherbase.com | temperaturer i °C • månadsnederbörd i mm • Källa: Weatherbase.com |
|         | 8 11 6                                                            | 6 12 6                                                            | 7 14 8                                                            | 6 17 11                                                           | 4 22 14                                                           | 4 26 18                                                           | 2 28 21                                                           | 4 28 21                                                           | 6 24 18                                                           | 10 21 14                                                          | 11 16 11                                                          | 10 13 8                                                           |

## Kända personligheter från Hvar (urval)
- Hanibal Lucić, 1500-talspoet
- Martin Benetović, 1500-talsdramatiker
- Juraj Plančić, 1900-talsmålare
- Tonko Maroević, nutida konstkritiker

### Fotnoter
1. 1 2  ”Census of Population, Households and Dwellings 2011, First Results by Settlements” (på engelska och kroatiska) ( PDF). Kroatiska statistiska centralbyrån. Arkiverad från originalet den 19 augusti 2014. https://web.archive.org/web/20140819030849/http://www.dzs.hr/Hrv_Eng/publication/2011/SI-1441.pdf. Läst 16 mars 2014.
2. ↑  ”History of Hvar” (på brittisk engelska). Visit Croatia. https://www.visit-croatia.co.uk/croatia-destinations/croatian-islands/hvar/history-hvar/. Läst 29 september 2019.